# Hollywood Dreams
Pour plus de détails, voir Fiche technique et Distribution.
Hollywood Dreams est film américain de Henry Jaglom réalisé en 2006.

## Synopsis
Margie Chizek, une actrice débutante qui cherche la célébrité à Hollywood mais y trouve du rejet, de la romance et des révélations.

## Fiche technique
- Réalisation et scénario : Henry Jaglom
- Production : Rosemary Marks
- Musique originale : Harriet Schock
- Photographie : Alan Caudillo
- Montage : Henry Jaglom
- Direction artistique : Shauna Aronson
- Décorateur de plateau : Shauna Aronson
- Costumes : Selby Van Horne
- Durée : 100 minutes
- Pays :  États-Unis
- Langue : anglais
- Format : couleur - 1,85 : 1 - Son Stereo
- Date de sortie : 
  -  États-Unis : 8 avril 2006

## Distribution
- Tanna Frederick : Margie Chizek
- Justin Kirk : Robin Mack
- David Proval : Caesar DiNatale
- Zack Norman : Kaz Naiman
- Melissa Leo : tante Bee
- Karen Black : Luna
- Keaton Simons : Jimmy DiNatale
- Kim Kolarich : Kiki
- Jon Robin Baitz : Jonathan Harrington
- Eric Roberts : Thomas Kurt
- Seymour Cassel : Rupert
- Sally Kirkland : Ministre au mariage